# 21 septembre en sport
21 août 21 octobre
Chronologies thématiques
- Croisades
- Ferroviaires
- Disney

Le 21 septembre est le 264e jour de l'année (265e en cas d'année bissextile) du calendrier grégorien.

## Événements

### XXesièclede1901à1950
- 1913 :
  - (Football) : à Viña del Mar, l'Argentine bat le Chili 2-0.
- 1930 :
  - (Sport automobile) : Grand Prix automobile de France.
- 1931 :
  - (Rugby à XV) : création du RSCA-Rugby, plus vieux club de rugby belge.
- 1947 :
  - (Sport automobile) : Grand Prix automobile de France.
- 1948 : 
  - (Boxe) : Marcel Cerdan devient champion du monde de boxe des poids moyens, face à Tony Zale.

### XXesièclede1951à2000
- 1959 :
  - (Athlétisme) : Iolanda Balaş porte le record du monde féminin du saut en hauteur à 1,84 mètre.
- 1978 :
  - (Rallye automobile) : arrivée du Tour de France automobile.
- 1980 :
  - (Navigation) : Gérard d'Aboville traverse l'Océan Atlantique à la rame.
- 1985 :
  - (Boxe) : l'ancien champion olympique des poids moyens (71 - 75 kg) aux Jeux de Montréal (1976), Michael Spinks, unique champion du monde professionnel invaincu dans cette catégorie, devient le premier et seul champion du monde d'une catégorie inférieure à avoir défié et vaincu le tenant du titre des poids lourds en battant Larry Holmes, invaincu après 48 combats, et qui espérait rejoindre dans la légende Rocky Marciano, qui s'était retiré invaincu après 49 victoires.
- 1986 :
  - (Formule 1) : Grand Prix automobile du Portugal.
- 1997 :
  - (Formule 1) : Grand Prix automobile d'Autriche.

### XXIesiècle
- 2004 :
  - (Football) : Dominique Bijotat est démis de ses fonctions d'entraîneur de l'AC Ajaccio. Olivier Pantaloni assure l'intérim.
- 2011 :
  - (Cyclisme) : Tony Martin est sacré champion du monde du contre-la-montre devant Bradley Wiggins. Fabian Cancellara prend la médaille de bronze.
- 2015 :
  - (Tennis /Coupe Davis) : après la mise à l'écart d'Arnaud Clément, la FFT a nommé Yannick Noah comme nouveau capitaine de l'équipe de France. Il avait déjà exercé cette fonction de 1991 à 1992 et de 1995 à 1998.

## Naissances

### XIXesiècle
- 1853 :
  - Henry Wace, footballeur anglais. (3 sélections en équipe nationale). († 5 novembre 1947).
- 1876 :
  - William Maxwell, footballeur puis entraîneur écossais. (1 sélection en équipe nationale). Sélectionneur de l'équipe de Belgique de 1910 à 1913 et de 1920 à 1928. († 14 juillet 1940).
- 1879 :
  - Peter McWilliam, footballeur puis entraîneur écossais. (8 sélections en équipe nationale). († 1er octobre 1951).
- 1881 :
  - Émile Georget, cycliste sur route français. Vainqueur des Bordeaux-Paris 1910 et 1912. († 16 avril 1960).
- 1892 :
  - Antonín Janda, footballeur tchécoslovaque. (10 sélections en équipe nationale). († 21 janvier 1960).

### XXesièclede1901à1950
- 1901 :
  - Learie Constantine, joueur de cricket puis avocat, journaliste, homme politique et diplomate trinidadien. (18 sélections en test cricket). († 1er juillet 1971).
- 1902 :
  - Howie Morenz, hockeyeur sur glace canadien. († 8 mars 1937).
  - Ilmari Salminen, athlète de fond finlandais. Champion olympique du 10 000 m aux Jeux de Berlin 1936. Double champion d'Europe d'athlétisme du 10 000 m 1934 et 1938. († 5 janvier 1986).
- 1921 :
  - John McHale, joueur de baseball puis dirigeant sportif américain. († 17 janvier 2008).
- 1925 :
  - Iosif Sîrbu, tireur sportif roumain. Champion olympique de la carabine à 50 m position couchée aux Jeux d'Helsinki 1952. († 6 septembre 1964).
- 1929 :
  - Sándor Kocsis, footballeur hongrois. Champion olympique aux Jeux d'Helsinki 1952. (68 sélections en équipe nationale). († 22 juillet 1979).
- 1934 :
  - Marc Bourrier, footballeur puis entraîneur français.  († 12 août 2024).
- 1935 :
  - Jimmy Armfield, footballeur puis entraîneur anglais. Champion du monde de football 1966. (43 sélections en équipe nationale). († 22 janvier 2018).
- 1937 :
  - Michel Stievenard, footballeur français. (2 sélections en équipe de France).
- 1938 :
  - Doug Moe, basketteur puis entraîneur américain.
- 1942 :
  - Sam McDowell, joueur de baseball américain.
- 1944 :
  - Gilbert Poirot, sauteur à ski puis entraîneur et juge international français. († 1er février 2012).
- 1947 :
  - Kaoru Hoshino, pilote de courses automobile japonais. († 25 novembre 2022).
- 1949 :
  - Artis Gilmore, basketteur américain.
  - Marc Molitor, footballeur français. (10 sélections en équipe de France).

### XXesièclede1951à2000
- 1951 :
  - Bruce Arena, footballeur puis entraîneur américain. (1 sélection en équipe nationale). Sélectionneur de l'équipe des États-Unis) victorieuse des Gold Cup 2002 et 2005.
- 1952 :
  - Ali Fergani, footballeur puis entraîneur algérien. Vainqueur de la Coupe des clubs champions africains 1981 et de la Coupe des clubs champions africains 1990. (66 sélections en équipe nationale). Sélectionneur de l'équipe d'Algérie de 1995 à 1996 et de 2004 à 2005.
- 1953 :
  - Arie Luyendyk, pilote de courses automobile néerlandais. Vainqueur des 500 miles d'Indianapolis 1990 et 1997.
  - Marc Pajot, skipper et navigateur français. Médaillé d'argent en Flying Dutchman aux Jeux de Munich 1972. Vainqueur de la Route du Rhum 1982.
- 1956 :
  - Jack Givens, basketteur américain.
- 1957 :
  - Sidney Moncrief, basketteur américain.
- 1958 :
  - Rick Mahorn, basketteur puis entraîneur américain.
- 1959 :
  - Andrzej Buncol, footballeur polonais. (51 sélections en équipe nationale).
- 1961 :
  - Philippe Anziani, footballeur puis entraîneur français. (5 sélections en équipe de France).
  - Billy Collins, Jr., boxeur américain. († 6 mars 1984).
- 1962 :
  - Peter Åslin, hockeyeur sur glace suédois. († 19 janvier 2012).
- 1963 :
  - Cecil Fielder, joueur de baseball américain.
  - Trevor Steven, footballeur anglais. Vainqueur de la Coupe d'Europe des vainqueurs de coupe 1985. (36 sélections en équipe nationale).
- 1965 :
  - Jesper Seier, skipper danois. Champion olympique en soling aux Jeux de Barcelone 1992.
- 1968 :
  - Philippe Poil, footballeur français.
- 1969 :
  - Anto Drobnjak, footballeur monténégrin. (7 sélections avec l'équipe de Serbie-et-Monténégro).
  - Curtis Leschyshyn, hockeyeur sur glace canadien.
- 1972 :
  - Randolph Childress, basketteur américain.
  - Jon Kitna, joueur de foot U.S. américain.
- 1973 :
  - Driulis González, judokate cubaine. Médaillée de bronze des -56 kg aux Jeux de Barcelone 1992, championne olympique aux Jeux d'Atlanta 1996, médaillée d'argent des -57 kg aux Jeux de Sydney 2000 et de bronze aux Jeux d'Athènes 2004. Championne du monde de judo des - de 56kg 1995, des -57 kg 1999 et des -63 kg 2007.
  - Andrei Kivilev, cycliste sur route kazakh. († 12 mars 2003).
  - Virginia Ruano Pascual, joueuse de tennis espagnol. Médaillée d'argent du double aux Jeux d'Athènes 2004 puis aux Jeux de Pékin 2008. Victorieuse de la Fed Cup 1995.
  - Oswaldo Sánchez, footballeur mexicain. (98 sélections en équipe nationale).
- 1974 :
  - Bryce Drew, basketteur puis entraîneur américain.
  - Henning Fritz, handballeur allemand. Médaillé d'argent aux Jeux d'Athènes 2004. Champion du monde de handball 2007. Champion d'Europe de handball 2004. (235 sélections en équipe nationale).
  - Teddy Richert, footballeur français.
- 1977 :
  - Jesús Chagoyen, basketteur espagnol.
  - Marcin Lijewski, handballeur polonais. Vainqueur de la Ligue des champions 2013. (251 sélections en équipe nationale).
  - Jurica Ružić, basketteur croate.
- 1979 :
  - Julien François, footballeur français.
  - Chris Gayle, joueur de cricket jamaïcain. (103 sélections en test cricket).
- 1980 :
  - Anđa Jelavić, basketteuse croate. (23 sélections en équipe nationale).
  - Kamal Tassali, footballeur français.
- 1982 :
  - Chrístos Tapoútos, basketteur grec.
- 1983 :
  - Fernando Cavenaghi, footballeur argentino-italien. Vainqueur de la Copa Libertadores 2015. (4 sélections avec l'équipe d'Argentine).
- 1985 :
  - Jean-Louis Leca, footballeur français.
  - Russ Sinkewich, hockeyeur sur glace américain.
- 1986 :
  - Darnell Harris, basketteur américain.
- 1987 :
  - Ashley Paris, basketteuse américaine.
  - Courtney Paris, basketteuse américaine.
  - Michał Pazdan, footballeur polonais. (34 sélections en équipe nationale).
  - Quentin de Parseval, footballeur français.
- 1988 :
  - Patricia Carricaburu, joueuse de rugby à XV française. Victorieuse du Tournoi des Six Nations féminin 2016 et du Grand Chelem 018. (28 sélections en équipe de France).
- 1989 :
  - Manny Harris, basketteur américain.
  - Ousmane Kanté, footballeur franco-guinéen. (5 sélections avec l'équipe de Guinée).
  - Anthony Marin, footballeur français.
  - Svetlana Romashina, nageuse de synchronisée russe. Championne olympique du ballet aux Jeux de Pékin 2008 puis championne olympique du duo et du ballet aux Jeux de Londres 2012. Championne du monde de natation du combiné et par équipes 2005, championne du monde de natation du ballet technique et du libre puis du combiné 2007, championne du monde de natation du duo technique et du libre puis par équipes 2009, championne du monde de natation du duo technique et du libre puis du combiné libre 2011, championne du monde de natation du solo technique et du libre, du duo technique et du libre 2013, championne du monde de natation du solo technique et du duo technique 2015. Championne d'Europe de natation par équipes et du combiné par équipes 2006, championne d'Europe de natation du duo, par équipes et du combiné 2010, championne d'Europe de natation du duo 2012, championne d'Europe de natation du solo 2014.
- 1990 :
  - Al-Farouq Aminu, basketteur américano-nigérian.
  - David Wear, basketteur américain.
  - Travis Wear, basketteur américain.
- 1991 :
  - Lara Grangeon, nageuse française. Médaillée de bronze du relais mixte en eau libre aux CE de natation 2018.
  - Lerato Kgasago, footballeuse sud-africaine. (42 sélections en équipe nationale).
  - Miah-Marie Langlois, basketteuse canadienne.
- 1992 :
  - Alireza Beiranvand, footballeur iranien. (45 sélections en équipe nationale).
  - Audrey Bruneau, handballeuse française. Médaillée d'argent au Mondial de handball féminin 2011. (40 sélections en équipe de France).
- 1993 :|
  - Laurent Dos Santos, footballeur franco-portugais.
  - Facundo Isa, joueur de rugby à XV argentin. Vainqueur du Challenge Cup 2023. (47 sélections en équipe nationale).
  - Ante Rebić, footballeur croate. (42 sélections en équipe nationale).
  - Akani Simbine, athlète de sprint sud-africain. Champion d'Afrique d'athlétisme du relais 4 × 100 m et médaillé de bronze du 100 m 2016 puis champion d'Afrique d'athlétisme du 100 m et du relais 4 × 100 m 2018.
- 1994 :
  - Davide Ballerini, cycliste sur route italien.
  - Maé-Bérénice Meité, patineuse artistique individuelle française.
  - Benjamin Proud, nageur britannique. Champion du monde de natation du 50m papillon 2017 et 50 m nage libre 2022. Champion d'Europe de natation du 4 × 100 m quatre nages 2014 puis du 50 m 2018 et 2022.
- 1995 :
  - Bruno Caboclo, basketteur brésilien.
- 1996 :
  - Thilo Kehrer, footballeur allemand. Vainqueur de la Ligue Europa Conférence 2023. (27 sélections en équipe nationale).
- 1997 :
  - Delaila Amega, handballeuse néerlandaise. Championne du monde féminin de handball 2019. (23 sélections en équipe nationale).
- 1998 :
  - Iké Ugbo, footballeur britannico-nigério-canadien. (8 sélections avec l'équipe du Canada).
  - Tadej Pogacar
- 1999 :
  - Alex Coles, joueur de rugby à XV anglais. (3 sélections en équipe nationale).
  - Alexander Isak, footballeur suédois (44 sélections en équipe nationale)
- 2000 :
  - Marcus Sasser, basketteur américain.

### XXIesiècle
- 2003 :
  - Kobe Bufkin, basketteur américain.
- 2005 :
  - Renzo Machado, footballeur uruguayen.

## Décès

### XXesièclede1901à1950
- 1917 :
  - Louis Cottereau, 48 ans, cycliste sur route français. Vainqueur de Bordeaux-Paris 1893. (° 11 février 1869).
- 1933 :
  - Vilhelm Andersson, 42 ans, nageur et poloïste suédois. Médaillé d'argent au water-polo aux Jeux de Stockholm 1912 et de bronze aux Jeux d'Anvers 1920. (° 11 mars 1891).
- 1942 :
  - John Symes, 63 ans, joueur de cricket britannique. Champion olympique aux Jeux de Paris 1900. (° 11 janvier 1879).
- 1948 :
  - Robert Rowe, 63 ans, hockeyeur sur glace canadien. (° 19 août 1885).

### XXesièclede1951à2000
- 1956 :
  - Bill Struth, 81 ans, entraîneur de football écossais. (° ? 1875).
- 1958 :
  - Peter Whitehead, 43 ans, pilote de F1 et d'endurance britannique. Vainqueur des 24 Heures du Mans 1951. (° 12 novembre 1914).
- 1976 :
  - Nils Middelboe, 88 ans, footballeur puis entraîneur et arbitre ainsi qu'athlète de demi-fond et de saut danois. Médaillé d'argent aux Jeux de Londres 1908 et aux Jeux de Stockholm 1912. (15 sélections en équipe nationale). (° 5 octobre 1887).
- 1987 :
  - Edgar Berney, 50 ans, pilote de courses automobile suisse. (° 6 mai 1937).
- 1993 : 
  - Francis Weldon, 80 ans, cavalier de concours complet britannique. Champion olympique par équipes et médaillé de bronze en individuel aux Jeux décalés de Stockholm 1956. Champion d'Europe de concours complet d'équitation par équipes 1953, 1954 puis champion d'Europe de concours complet d'équitation en individuel et par équipes 1955. (° 2 août 1913).
- 1998 : 
  - Florence Griffith Joyner, 38 ans, athlète de sprint américaine. Médaillée d'argent du 200 m aux Jeux de Los Angeles 1984 puis championne olympique du 100 m, 200 m et du relais 4 × 100 m puis médaillée d'argent du relais 4 × 400 m aux Jeux de Séoul 1988. Championne du monde d'athlétisme du relais 4 × 100 m et médaillée d'argent du 200 m 1987. Détentrice du record du monde du 100 m depuis le 16 juillet 1988 et du record du monde du 200 m depuis le 29 septembre 1988. (° 21 décembre 1959).

### XXIesiècle
- 2003 : 
  - Amédée Domenech, 70 ans, joueur de rugby français. Vainqueur du Tournoi des Cinq Nations 1960, 1961 et 1962. (52 sélections en équipe de France). (° 3 mai 1933).
- 2007 : 
  - Hallgeir Brenden, 78 ans, skieur de fond norvégien. Champion olympique du 18 km puis médaillé d'argent du relais 4 × 10 km aux Jeux d'Oslo 1952, champion olympique du 15 km aux Jeux de Cortina d'Ampezzo 1956 puis médaillé d'argent du relais 4 × 10 km aux Jeux de Squaw Valley 1960. (° 10 février 1929).
  - Pol Konsler, 94 ans, tireur français. (° 15 janvier 1913).
- 2012 : 
  - Mike Sparken, 82 ans, pilote de courses automobile français. (° 16 juin 1930).